# Patrik Oksanen
Patrik Aimo Oksanen, född 13 mars 1973 i Biskopsgårdens församling i Göteborgs och Bohus län, är en svensk journalist, författare och säkerhetspolitik debattör. Oksanen är bland annat verksam som senior fellow vid tankesmedjan Frivärld och strategisk rådgivare åt Försvarshögskolans centrum för totalförsvar och samhällets säkerhet (CTSS).

## Biografi
Oksanen utbildade sig till journalist vid Mitthögskolan i Sundsvall. Han gjorde sig känd som Sveriges Televisions första regionala korrespondent i Bryssel från 2006. Oksanen har tidigare arbetat som ställföreträdande redaktionschef på Västerbottensnytt i Umeå samt reporter på Mittnytt och Nordnytt. Han vikarierade även som redaktör, planerare och ansvarig utgivare för Aktuellt samt som redaktör för Rapports 19.30-sändning.[källa behövs]
Från 2008 arbetade Patrik Oksanen som nyhetschef på TV4-nyheterna Uppsala. Efter en tid som frilansjournalist och företagare blev han år 2015 politisk redaktör på Hudiksvalls Tidning. Han utsågs till årets journalist i Dagens Medias lokala mediehustävling 2018.
Hösten 2015 startade Oksanen podcasten Podd72 som handlar om prepping, säkerhetspolitik, försvar och informationskrig.

## Utmärkelser och ledamotskap
- Ledamot av Kungliga Krigsvetenskapsakademien (LKrKVA, 2020)[4]
- Ledamot av Kungliga Örlogsmannasällskapet (LÖS, 2020)[9]